# Constitución tunecina de 1959
La Constitución de la República Tunecina de 1959 fue la segunda constitución de Túnez, redactada después de su independencia de Francia en 1956. La Asamblea Constituyente fue elegida ese mismo año, y la constitución entró en vigor el 1 de junio de 1959.
Fue enmendada en diversas ocasiones, el 12 de junio de 1988, el 29 de junio de 1999, el 13 de mayo de 2003 y el 28 de julio de 2008. Tras la revolución tunecina de 2011, la constitución, considerada un sostenimiento del régimen debido a su carácter excesivamente presidencial, que daba al jefe de Estado poderes dictatoriales, fue derogada. Una Asamblea Constituyente fue elegida ese mismo año, y la constitución de 1959 fue reemplazada por la constitución tunecina de 2014.

## Contenido
La constitución definía al estado tunecino por primera vez como una república. El país era un estado independiente, soberano y democrático, con un sistema de gobierno profundamente presidencialista de tres ramas. Se otorgaban ciertos derechos a las personas, incluyendo el derecho de propiedad y el derecho a la confidencialidad de la correspondencia personal (excluyendo los casos de sospecha de actividad criminal). Además, la Constitución otorgaba diversas libertades entre los pueblos; Algunos de estos incluyen la libertad de opinión, expresión, prensa y organización, aunque en la práctica estos nunca fueran respetados realmente. Se establece el islam como la religión oficial del estado, y el árabe como lengua oficial.